# Puygouzon
Puygouzon est une commune française située dans le centre du département du Tarn, en région Occitanie. Sur le plan historique et culturel, la commune est dans l'Albigeois, une région naturelle agricole correspondant aux environs de la ville d’Albi.
Exposée à un climat océanique altéré, elle est drainée par le ruisseau de Carrofoul, le ruisseau de Jauzou, le ruisseau du Séoux et par divers autres petits cours d'eau.
Puygouzon est une commune urbaine qui compte 3 549 habitants en 2022, après avoir connu une forte hausse de la population depuis 1975. Elle est dans l'agglomération d'Albi et fait partie de l'aire d'attraction d'Albi. Ses habitants sont appelés les Puygouzonais ou  Puygouzonaises.
Elle a le statut de commune nouvelle depuis le 1er janvier 2017.

## Géographie

### Localisation
Commune de l'aire urbaine d'Albi située dans de son unité urbaine, elle est accolée au sud-ouest de la ville d'Albi.

### Communes limitrophes
Puygouzon est limitrophe de cinq autres communes.
Les communes limitrophes sont  Albi, Dénat, Fréjairolles, Lamillarié et Saliès.
|            | Albi      |              |
| Saliès     | Puygouzon | Fréjairolles |
| Lamillarié | Dénat     |              |

### Hameaux et quartiers
La commune comprend un habitat dispersé.
Les habitations de la commune sont dispersées en plusieurs lotissements : Al Causse, Creyssens, Bois grand, le Hameau. Elles se caractérisent par un manque de logements sociaux[réf. nécessaire].

### Géologie et relief
La superficie de la commune est de 1 253 hectares ; son altitude varie de 182  à   308 mètres.
La commune est vallonnée. Avec des collines orientées est-ouest issues de l'érosion des parties les plus tendres d'un calcaire lacustre, datant du crétacé, identique à celui des falaises de Puycelsi et de la forêt domaniale de la Grésigne.

### Voies de communication et transports
Accès avec les routes départementales D 71, D 612 et D 118A. ainsi qu'avec une ligne départementale Tarn'bus (ligne 703 Albi > Castres), ainsi que par la ligne G du réseau Albibus (Albi Centre Ville > Puygouzon - Le Marranel) depuis le 1er septembre 2007.

### Hydrographie

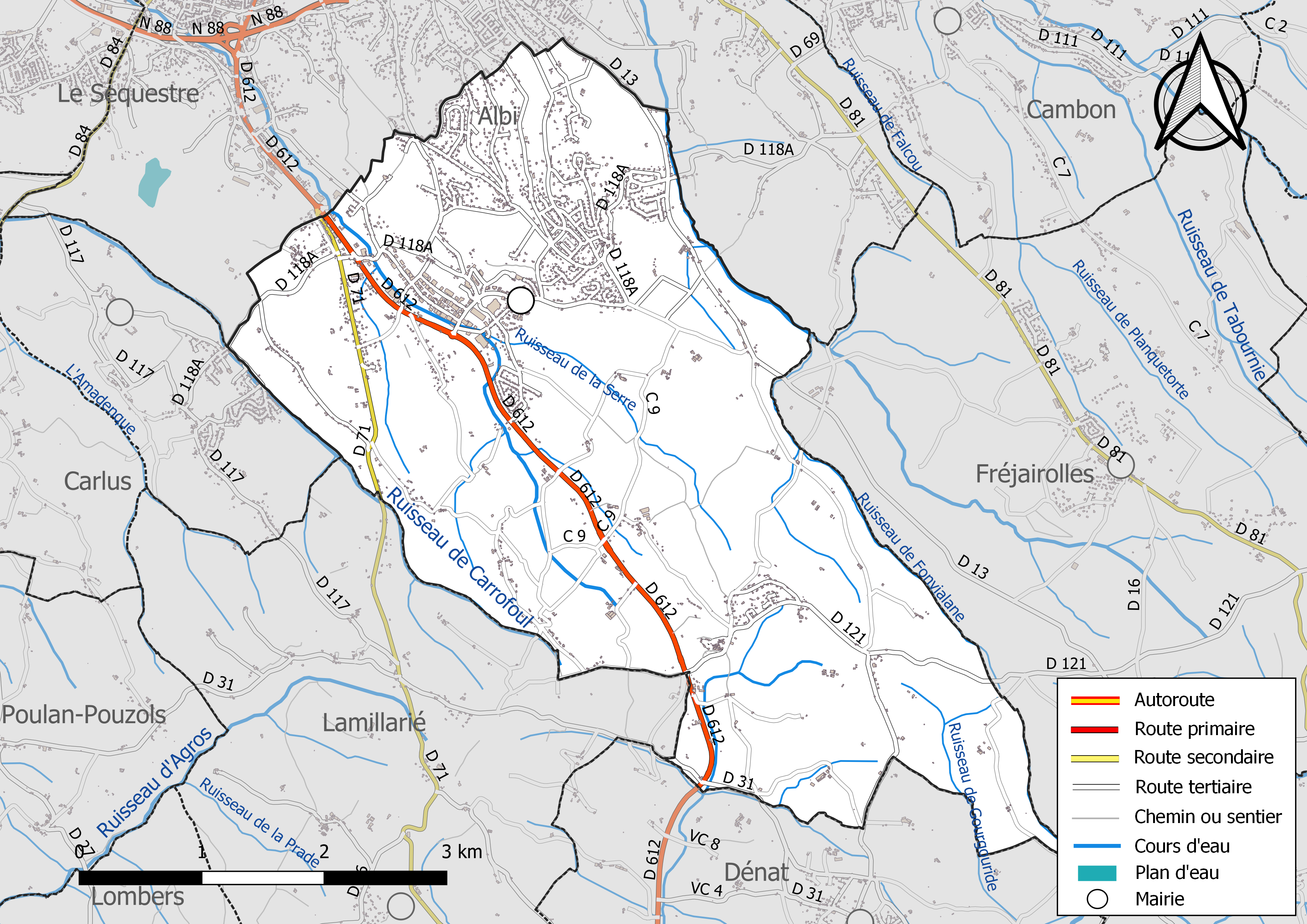
Réseaux hydrographique et routier de Puygouzon.

La commune est dans le bassin de la Garonne, au sein du bassin hydrographique Adour-Garonne. Elle est drainée par le ruisseau de Carrofoul, le ruisseau de Jauzou, le ruisseau du Séoux, le ruisseau de Fonvialane, le ruisseau de la Serre et par divers petits cours d'eau, qui constituent un réseau hydrographique de 13 km de longueur totale,.
Le ruisseau de Carrofoul, d'une longueur totale de 13,7 km, prend sa source dans la commune et s'écoule du sud-est vers le nord-ouest. Il traverse la commune et se jette dans le Tarn à Castelnau-de-Lévis, après avoir traversé 8 communes.
Le ruisseau de Jauzou, d'une longueur totale de 10,7 km, prend sa source dans la commune de Fréjairolles et s'écoule du sud-est vers le nord-ouest. Il traverse la commune et se jette dans le ruisseau de Caussels à Albi, après avoir traversé 3 communes.
Le ruisseau du Séoux, d'une longueur totale de 10,5 km, prend sa source dans la commune et s'écoule du sud-est vers le nord-ouest. Il traverse la commune et se jette dans le Tarn à Albi, après avoir traversé 3 communes.

### Climat
Pour des articles plus généraux, voir Climat de l'Occitanie et Climat du Tarn.
En 2010, le climat de la commune est de type climat du Bassin du Sud-Ouest, selon une étude du Centre national de la recherche scientifique s'appuyant sur une série de données couvrant la période 1971-2000. En 2020, Météo-France publie une typologie des climats de la France métropolitaine dans laquelle la commune est exposée à un climat océanique altéré et est dans la région climatique Aquitaine, Gascogne, caractérisée par une pluviométrie abondante au printemps, modérée en automne, un faible ensoleillement au printemps, un été chaud (19,5 °C), des vents faibles, des brouillards fréquents en automne et en hiver et des orages fréquents en été (15 à 20 jours).
Pour la période 1971-2000, la température annuelle moyenne est de 12,9 °C, avec une amplitude thermique annuelle de 16,2 °C. Le cumul annuel moyen de précipitations est de 863 mm, avec 10,1 jours de précipitations en janvier et 5,7 jours en juillet. Pour la période 1991-2020, la température moyenne annuelle observée sur la station météorologique de Météo-France la plus proche, « Albi », sur la commune du Sequestre à 6 km à vol d'oiseau, est de 13,8 °C et le cumul annuel moyen de précipitations est de 733,9 mm. 
La température maximale relevée sur cette station est de 42,3 °C, atteinte le 23 août 2023 ; la température minimale est de −20,4 °C, atteinte le 16 janvier 1985,,.
Les paramètres climatiques de la commune ont été estimés pour le milieu du siècle (2041-2070) selon différents scénarios d'émission de gaz à effet de serre à partir des nouvelles projections climatiques de référence DRIAS-2020. Ils sont consultables sur un site dédié publié par Météo-France en novembre 2022.

### Milieux naturels et biodiversité
Aucun espace naturel présentant un intérêt patrimonial n'est recensé sur la commune dans l'inventaire national du patrimoine naturel,,.

## Urbanisme

### Typologie
Au 1er janvier 2024, Puygouzon est catégorisée ceinture urbaine, selon la nouvelle grille communale de densité à sept niveaux définie par l'Insee en 2022.
Elle appartient à l'unité urbaine d'Albi, une agglomération intra-départementale regroupant neuf  communes, dont elle est une commune de la banlieue,,. Par ailleurs la commune fait partie de l'aire d'attraction d'Albi, dont elle est une commune de la couronne,. Cette aire, qui regroupe 91 communes, est catégorisée dans les aires de 50 000 à moins de 200 000 habitants,.

### Risques majeurs
Le territoire de la commune de Puygouzon est vulnérable à différents aléas naturels : météorologiques (tempête, orage, neige, grand froid, canicule ou sécheresse), inondations, mouvements de terrains et séisme (sismicité très faible). Il est également exposé à un risque technologique, le transport de matières dangereuses. Un site publié par le BRGM permet d'évaluer simplement et rapidement les risques d'un bien localisé soit par son adresse soit par le numéro de sa parcelle.

#### Risques naturels
Certaines parties du territoire communal sont susceptibles d’être affectées par le risque d’inondation par débordement de cours d'eau, notamment le ruisseau de Jauzou, le ruisseau du Séoux et le ruisseau de Carrofoul. La cartographie des zones inondables en ex-Midi-Pyrénées réalisée dans le cadre du XIe Contrat de plan État-région, visant à informer les citoyens et les décideurs sur le risque d’inondation, est accessible sur le site de la DREAL Occitanie. La commune a été reconnue en état de catastrophe naturelle au titre des dommages causés par les inondations et coulées de boue survenues en 1982, 1992 et 1994,.
Puygouzon est exposée au risque de feu de forêt. En 2022, il n'existe pas de Plan de Prévention des Risques incendie de forêt (PPRif). Le débroussaillement aux abords des maisons constitue l’une des meilleures protections pour les particuliers contre le feu,.

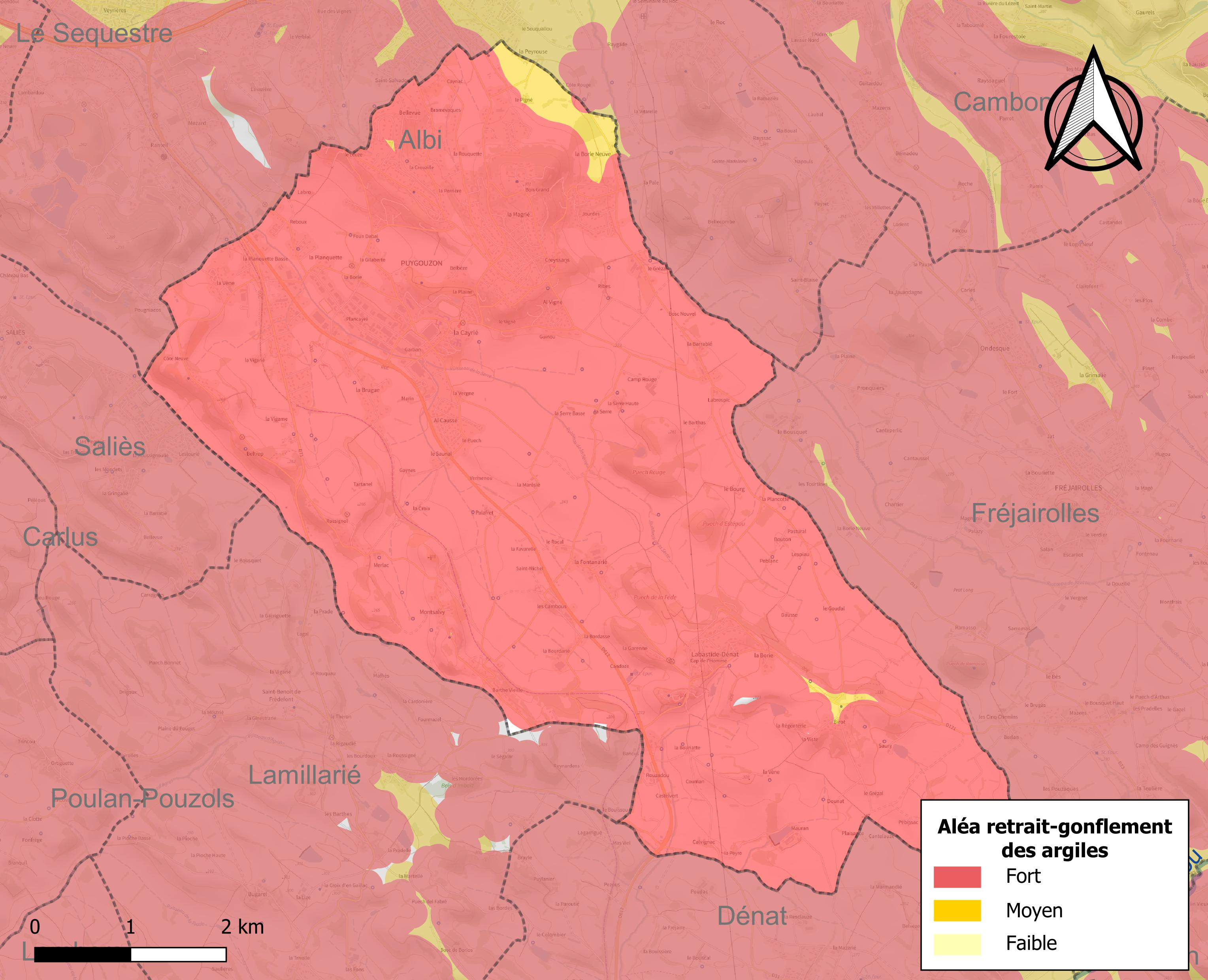
Carte des zones d'aléa retrait-gonflement des sols argileux de Puygouzon.

La commune est vulnérable au risque de mouvements de terrains constitué principalement du retrait-gonflement des sols argileux. Cet aléa est susceptible d'engendrer des dommages importants aux bâtiments en cas d’alternance de périodes de sécheresse et de pluie. 99,9 % de la superficie communale est en aléa moyen ou fort (76,3 % au niveau départemental et 48,5 % au niveau national). Sur les 1 481 bâtiments dénombrés sur la commune en 2019, 1 481 sont en aléa moyen ou fort, soit 100 %, à comparer aux 90 % au niveau départemental et 54 % au niveau national. Une cartographie de l'exposition du territoire national au retrait gonflement des sols argileux est disponible sur le site du BRGM,.
Par ailleurs, afin de mieux appréhender le risque d’affaissement de terrain, l'inventaire national des cavités souterraines permet de localiser celles situées sur la commune.

#### Risques technologiques
Le risque de transport de matières dangereuses sur la commune est lié à sa traversée par des infrastructures routières ou ferroviaires importantes ou la présence d'une canalisation de transport d'hydrocarbures. Un accident se produisant sur de telles infrastructures est susceptible d’avoir des effets graves sur les biens, les personnes ou l'environnement, selon la nature du matériau transporté. Des dispositions d’urbanisme peuvent être préconisées en conséquence.

## Toponymie
Puygouzon vient du latin podium, « petite éminence », qui a donné  puèg/puòg  en occitan languedocien puis « puy » en français.
Le déterminant « gouzon » est attribué à l'anthroponyme germanique Gozzo(n),.
Sur de vieilles cartes du XIXe siècle, Puygouzon y est orthographié « Puechgozo », « Puechgozon, Pechgozon » ou encore « Puechgouzoun ».

## Histoire
Si on peut dater les premières habitations du vieux hameau de Puygouzon aux alentours du XIIIe siècle, l'installation humaine sur le site est bien plus ancienne. En effet, des particuliers ont pu retrouver des fragments de poteries de style gallo-romain. La terre rouge et très argileuse de la commune a pu être extraite et utilisée pour la fabrication de poteries, briquettes et autres pièces en terre cuite dans des temps très anciens. Fusion avec la commune de Montsalvy en 1827.
Le 1er janvier 2017, Labastide-Dénat fusionne avec Puygouzon sous le régime de la commune nouvelle.

## Héraldique
| Puygouzon | Son blasonnement est : D'or aux trois fasces de sable. |

## Politique et administration

### Administration municipale
Le nombre d'habitants au recensement de 2011 étant compris entre 2 500 habitants et 3 499 habitants, le nombre de membres du conseil municipal pour l'élection de 2014 est de vingt trois,.

### Rattachements administratifs et électoraux
Commune faisant partie de la communauté d'agglomération de l'Albigeois et du canton d'Albi-2 (avant le redécoupage départemental de 2014, Puygouzon faisait partie de l'ex-canton d'Albi-Sud).

### Liste des maires
| Période                                  | Période   | Identité       | Étiquette | Qualité                  |
| ---------------------------------------- | --------- | -------------- | --------- | ------------------------ |
| mars 1953                                | mars 1971 | Aimé Cathala   |           |                          |
| mars 1971                                | mars 2008 | Marcel Couliou |           | Géomètre                 |
| mars 2008                                | En cours  | Thierry Dufour | DVG       | Professeur du secondaire |
| Les données manquantes sont à compléter. |           |                |           |                          |

### Communes déléguées
| Nom               | Code Insee | Intercommunalité  | Superficie (km2) | Population (dernière pop. légale) | Densité (hab./km2) |
| ----------------- | ---------- | ----------------- | ---------------- | --------------------------------- | ------------------ |
| Puygouzon (siège) | 81218      | CA de l'Albigeois | 19,96            | 3 018 (2015)                      | 151                |
| Labastide-Dénat   | 81113      | CA de l'Albigeois | 7,43             | 388 (2014)                        | 52                 |

### Circonscriptions électorales
À la suite du décret du 5 mars 2020, la commune est entièrement rattachée au canton d'Albi-2.

## Population et société

### Démographie

#### Commune déléguée
L'évolution du nombre d'habitants est connue à travers les recensements de la population effectués dans la commune depuis 1793. À partir du 1er janvier 2009, les populations légales des communes sont publiées annuellement dans le cadre d'un recensement qui repose désormais sur une collecte d'information annuelle, concernant successivement tous les territoires communaux au cours d'une période de cinq ans. 
Pour les communes de moins de 10 000 habitants, une enquête de recensement portant sur toute la population est réalisée tous les cinq ans, les populations légales des années intermédiaires étant quant à elles estimées par interpolation ou extrapolation. Pour la commune, le premier recensement exhaustif entrant dans le cadre du nouveau dispositif a été réalisé en 2005,.
En 2015, la commune comptait 3 018 habitants.
| 1793 | 1800 | 1806 | 1821 | 1831 | 1836 | 1841 | 1846 | 1851 |
| ---- | ---- | ---- | ---- | ---- | ---- | ---- | ---- | ---- |
| 388  | 427  | 408  | 494  | 663  | 654  | 685  | 697  | 686  |

| 1856 | 1861 | 1866 | 1872 | 1876 | 1881 | 1886 | 1891 | 1896 |
| ---- | ---- | ---- | ---- | ---- | ---- | ---- | ---- | ---- |
| 668  | 610  | 624  | 600  | 606  | 608  | 550  | 552  | 530  |

| 1901 | 1906 | 1911 | 1921 | 1926 | 1931 | 1936 | 1946 | 1954 |
| ---- | ---- | ---- | ---- | ---- | ---- | ---- | ---- | ---- |
| 517  | 510  | 529  | 520  | 523  | 539  | 556  | 545  | 500  |

| 1962 | 1968 | 1975  | 1982  | 1990  | 1999  | 2005  | 2010  | 2014  |
| ---- | ---- | ----- | ----- | ----- | ----- | ----- | ----- | ----- |
| 587  | 722  | 1 408 | 1 993 | 2 585 | 2 722 | 2 827 | 2 916 | 2 952 |

| 2015  | - | - | - | - | - | - | - | - |
| ----- | - | - | - | - | - | - | - | - |
| 3 018 | - | - | - | - | - | - | - | - |

| selon la population municipale des années : | 1968 | 1975 | 1982 | 1990 | 1999 | 2006 | 2009 | 2013 |
| Rang de la commune dans le département      | 76   | 36   | 28   | 21   | 20   | 20   | 20   | 20   |
| Nombre de communes du département           | 326  | 324  | 324  | 324  | 324  | 323  | 323  | 323  |

#### Commune nouvelle
L'évolution du nombre d'habitants est connue à travers les recensements de la population effectués dans la commune depuis sa création.

En 2022, la commune comptait 3 549 habitants, en évolution de +3,86 % par rapport à 2016 (Tarn : +2,52 %, France hors Mayotte : +2,11 %).
| 2015  | 2020  | 2022  |
| ----- | ----- | ----- |
| 3 367 | 3 534 | 3 549 |

### Vie locale
La Cayrié est le centre administratif de la commune. On y trouve la mairie, l'école maternelle, l'école primaire, un petit complexe comportant la salle des fêtes, un cabinet de médecin, de kinésithérapie, une agence postale, un salon de coiffure et la bibliothèque associative de Puygouzon. Le tout est rassemblé dans l'ancien supermarché de la commune.

### Enseignement
Puygouzon fait partie de l'académie de Toulouse.
L'éducation est assurée sur la commune par une maternelle et une primaire.

### Santé
Maison de retraite type EHPAD, infirmières, médecin, pharmacie,

### Culture et festivité
- Pulsar[47] Puygouzon Loisirs Sports Associations Réunies (Gym/musculation ; Théâtre Les Troubad'où ; Volleyball ; École de musique ; Chorale Le Pupitre ; Pétanque ; Art floral et Bibliothèque Puygoulire).

### Activités sportives
- Tennis Puygouzon Association[48].
- Puygouzon Union Castelnau Volley-Ball[49].
- L'Union du Badminton[50] de l'Agglomération Albigeoise
- Football Club Puygouzon-Ranteil[51].
- Rugby à XIII, le Racing Club Puygouzon XIII Rugby

## Économie

### Revenus
En 2018, la commune compte 1 455 ménages fiscaux, regroupant 3 447 personnes. La médiane du revenu disponible par unité de consommation est de 25 060 € (20 400 € dans le département). 63 % des ménages fiscaux sont imposés (42,8 % dans le département).

### Emploi
|                | 2008  | 2013  | 2018  |
| -------------- | ----- | ----- | ----- |
| Commune        | 5,1 % | 7,6 % | 5,6 % |
| Département    | 8,2 % | 9,9 % | 10 %  |
| France entière | 8,3 % | 10 %  | 10 %  |

En 2018, la population âgée de 15 à 64 ans s'élève à 1 949 personnes, parmi lesquelles on compte 76,1 % d'actifs (70,5 % ayant un emploi et 5,6 % de chômeurs) et 23,9 % d'inactifs,. Depuis 2008, le taux de chômage communal (au sens du recensement) des 15-64 ans est inférieur à celui de la France et du département.
La commune fait partie de la couronne de l'aire d'attraction d'Albi, du fait qu'au moins 15 % des actifs travaillent dans le pôle,. Elle compte 976 emplois en 2018, contre 930 en 2013 et 934 en 2008. Le nombre d'actifs ayant un emploi résidant dans la commune est de 1 399, soit un indicateur de concentration d'emploi de 69,8 % et un taux d'activité parmi les 15 ans ou plus de 51,1 %.
Sur ces 1 399 actifs de 15 ans ou plus ayant un emploi, 213 travaillent dans la commune, soit 15 % des habitants. Pour se rendre au travail, 92,6 % des habitants utilisent un véhicule personnel ou de fonction à quatre roues, 1,2 % les transports en commun, 3,4 % s'y rendent en deux-roues, à vélo ou à pied et 2,8 % n'ont pas besoin de transport (travail au domicile).

### Activités hors agriculture

#### Secteurs d'activités
286 établissements sont implantés  à Puygouzon au 31 décembre 2019. Le tableau ci-dessous en détaille le nombre par secteur d'activité et compare les ratios avec ceux du département,.
| Secteur d'activité                                                                                        | Commune | Commune | Département |
| Secteur d'activité                                                                                        | Nombre  | %       | %           |
| --- | ------- | ------- | ----------- |
| Ensemble                                                                                                  | 286     | 100 %   | (100 %)     |
| Industrie manufacturière, industries extractives et autres                                                | 31      | 10,8 %  | (13 %)      |
| Construction                                                                                              | 55      | 19,2 %  | (12,5 %)    |
| Commerce de gros et de détail, transports, hébergement et restauration                                    | 88      | 30,8 %  | (26,7 %)    |
| Information et communication                                                                              | 5       | 1,7 %   | (2,1 %)     |
| Activités financières et d'assurance                                                                      | 10      | 3,5 %   | (3,3 %)     |
| Activités immobilières                                                                                    | 15      | 5,2 %   | (4,2 %)     |
| Activités spécialisées, scientifiques et techniques et activités de services administratifs et de soutien | 28      | 9,8 %   | (13,8 %)    |
| Administration publique, enseignement, santé humaine et action sociale                                    | 32      | 11,2 %  | (15,5 %)    |
| Autres activités de services                                                                              | 22      | 7,7 %   | (9 %)       |

Le secteur du commerce de gros et de détail, des transports, de l'hébergement et de la restauration est prépondérant sur la commune puisqu'il représente 30,8 % du nombre total d'établissements de la commune (88 sur les 286 entreprises implantées  à Puygouzon), contre 26,7 % au niveau départemental.

#### Entreprises et commerces
Les cinq entreprises ayant leur siège social sur le territoire communal qui génèrent le plus de chiffre d'affaires en 2020 sont : 
- Albi Camping Cars, commerce de voitures et de véhicules automobiles légers (13 844 k€)
- Sedis, hypermarchés (13 474 k€)
- ATF, installation de machines et équipements mécaniques (3 330 k€)
- Puygouzon, autres commerces de détail en magasin non spécialisé (1 475 k€)
- Societe SUP Caro Arnaud, travaux de revêtement des sols et des murs (1 220 k€)

Sa position privilégiée attenante à la ville d'Albi lui a permis de développer une large zone industrielle qui comprend des usines de fabrication de machines pour l'industrie agro-alimentaire, fabrication d'équipements aérauliques et frigorifiques, usine fabrication de structures pour le bâtiment Compobaie Solutions. Cette zone s'étend le long de la RD 612 en direction de Castres. Elle rassemble une large gamme de magasins développant des produits tournés vers la maison ainsi qu'un supermarché.

### Agriculture
La commune est dans la « plaine de l'Albigeois et du Castrais », une petite région agricole occupant le centre du département du Tarn. En 2020, l'orientation technico-économique de l'agriculture  sur la commune est la polyculture et/ou le polyélevage.
|               | 1988  | 2000  | 2010  | 2020  |
| ------------- | ----- | ----- | ----- | ----- |
| Exploitations | 52    | 33    | 27    | 23    |
| SAU (ha)      | 1 157 | 1 051 | 1 046 | 1 420 |

Le nombre d'exploitations agricoles en activité et ayant leur siège dans la commune est passé de 52 lors du recensement agricole de 1988  à 33 en 2000 puis à 27 en 2010 et enfin à 23 en 2020, soit une baisse de 56 % en 32 ans. Le même mouvement est observé à l'échelle du département qui a perdu pendant cette période 58 % de ses exploitations,. La surface agricole utilisée sur la commune a quant à elle augmenté, passant de 1 157 ha en 1988 à 1 420 ha en 2020. Parallèlement la surface agricole utilisée moyenne par exploitation a augmenté, passant de 22 à 62 ha.

## Économie

### Revenus
En 2018, la commune compte 1 455 ménages fiscaux, regroupant 3 447 personnes. La médiane du revenu disponible par unité de consommation est de 25 060 € (20 400 € dans le département). 63 % des ménages fiscaux sont imposés (42,8 % dans le département).

### Emploi
|                | 2008  | 2013  | 2018  |
| -------------- | ----- | ----- | ----- |
| Commune        | 5,1 % | 7,6 % | 5,6 % |
| Département    | 8,2 % | 9,9 % | 10 %  |
| France entière | 8,3 % | 10 %  | 10 %  |

En 2018, la population âgée de 15 à 64 ans s'élève à 1 949 personnes, parmi lesquelles on compte 76,1 % d'actifs (70,5 % ayant un emploi et 5,6 % de chômeurs) et 23,9 % d'inactifs,. Depuis 2008, le taux de chômage communal (au sens du recensement) des 15-64 ans est inférieur à celui de la France et du département.
La commune fait partie de la couronne de l'aire d'attraction d'Albi, du fait qu'au moins 15 % des actifs travaillent dans le pôle,. Elle compte 976 emplois en 2018, contre 930 en 2013 et 934 en 2008. Le nombre d'actifs ayant un emploi résidant dans la commune est de 1 399, soit un indicateur de concentration d'emploi de 69,8 % et un taux d'activité parmi les 15 ans ou plus de 51,1 %.
Sur ces 1 399 actifs de 15 ans ou plus ayant un emploi, 213 travaillent dans la commune, soit 15 % des habitants. Pour se rendre au travail, 92,6 % des habitants utilisent un véhicule personnel ou de fonction à quatre roues, 1,2 % les transports en commun, 3,4 % s'y rendent en deux-roues, à vélo ou à pied et 2,8 % n'ont pas besoin de transport (travail au domicile).

### Activités hors agriculture

#### Secteurs d'activités
286 établissements sont implantés  à Puygouzon au 31 décembre 2019. Le tableau ci-dessous en détaille le nombre par secteur d'activité et compare les ratios avec ceux du département,.
| Secteur d'activité                                                                                        | Commune | Commune | Département |
| Secteur d'activité                                                                                        | Nombre  | %       | %           |
| --- | ------- | ------- | ----------- |
| Ensemble                                                                                                  | 286     | 100 %   | (100 %)     |
| Industrie manufacturière, industries extractives et autres                                                | 31      | 10,8 %  | (13 %)      |
| Construction                                                                                              | 55      | 19,2 %  | (12,5 %)    |
| Commerce de gros et de détail, transports, hébergement et restauration                                    | 88      | 30,8 %  | (26,7 %)    |
| Information et communication                                                                              | 5       | 1,7 %   | (2,1 %)     |
| Activités financières et d'assurance                                                                      | 10      | 3,5 %   | (3,3 %)     |
| Activités immobilières                                                                                    | 15      | 5,2 %   | (4,2 %)     |
| Activités spécialisées, scientifiques et techniques et activités de services administratifs et de soutien | 28      | 9,8 %   | (13,8 %)    |
| Administration publique, enseignement, santé humaine et action sociale                                    | 32      | 11,2 %  | (15,5 %)    |
| Autres activités de services                                                                              | 22      | 7,7 %   | (9 %)       |

Le secteur du commerce de gros et de détail, des transports, de l'hébergement et de la restauration est prépondérant sur la commune puisqu'il représente 30,8 % du nombre total d'établissements de la commune (88 sur les 286 entreprises implantées  à Puygouzon), contre 26,7 % au niveau départemental.

#### Entreprises et commerces
Les cinq entreprises ayant leur siège social sur le territoire communal qui génèrent le plus de chiffre d'affaires en 2020 sont : 
- Albi Camping Cars, commerce de voitures et de véhicules automobiles légers (13 844 k€)
- Sedis, hypermarchés (13 474 k€)
- ATF, installation de machines et équipements mécaniques (3 330 k€)
- Puygouzon, autres commerces de détail en magasin non spécialisé (1 475 k€)
- Societe SUP Caro Arnaud, travaux de revêtement des sols et des murs (1 220 k€)

Sa position privilégiée attenante à la ville d'Albi lui a permis de développer une large zone industrielle qui comprend des usines de fabrication de machines pour l'industrie agro-alimentaire, fabrication d'équipements aérauliques et frigorifiques, usine fabrication de structures pour le bâtiment Compobaie Solutions. Cette zone s'étend le long de la RD 612 en direction de Castres. Elle rassemble une large gamme de magasins développant des produits tournés vers la maison ainsi qu'un supermarché.

### Agriculture
La commune est dans la « plaine de l'Albigeois et du Castrais », une petite région agricole occupant le centre du département du Tarn. En 2020, l'orientation technico-économique de l'agriculture  sur la commune est la polyculture et/ou le polyélevage.
|               | 1988  | 2000  | 2010  | 2020  |
| ------------- | ----- | ----- | ----- | ----- |
| Exploitations | 52    | 33    | 27    | 23    |
| SAU (ha)      | 1 157 | 1 051 | 1 046 | 1 420 |

Le nombre d'exploitations agricoles en activité et ayant leur siège dans la commune est passé de 52 lors du recensement agricole de 1988  à 33 en 2000 puis à 27 en 2010 et enfin à 23 en 2020, soit une baisse de 56 % en 32 ans. Le même mouvement est observé à l'échelle du département qui a perdu pendant cette période 58 % de ses exploitations,. La surface agricole utilisée sur la commune a quant à elle augmenté, passant de 1 157 ha en 1988 à 1 420 ha en 2020. Parallèlement la surface agricole utilisée moyenne par exploitation a augmenté, passant de 22 à 62 ha.

## Culture locale et patrimoine

### Lieux et monuments
- Église de Montsalvy.
- Église Sainte-Catherine de Labastide-Dénat.
- Église Saint-Geniès de La Brugue.
- Église Saint-Sernin-d'Entremonts de Creyssens[58].

Deux lieux de culte bien distincts existent en cette commune. Le premier, la chapelle Sainte-Safy, est le plus ancien ; un prêtre traditionaliste de l'Institut du Bon-Pasteur y officie depuis 2011. La chapelle se situe au sud de la commune entre l'ancienne route de Castres D 71 et la nouvelle N 112 tracée en 1967.
L'église de Creyssens, plus récente, se situe sur un promontoire à quelques centaines de mètres du vieux hameau de Puygouzon considéré comme le centre historique du village. Celle-ci est bâtie en pierres de calcaire blanc et ornée de briquettes rouges autour des embrasures.
Il y a enfin le château de Creyssens à Puygouzon.

### Personnalités liées à la commune
- Jean-François de Lapérouse, possédait une exploitation agricole sur la commune.